# Rofen
Rofen, Roofen oder Rafen (m., Pl.; Sg.: Rafe) sind in der Dachkonstruktion von Pfettendächern die geneigt verlaufenden Tragbalken, welche Dachlatten und Dachhaut tragen.
Anordnung und Funktion der Rofen entsprechen den Sparren eines Sparrendaches. Im heutigen Sprachgebrauch werden auch die Rofen im Pfettendach meistens als „Sparren“ bezeichnet. 
Die Rofen verlaufen von der Fußpfette über die eventuell vorhandenen Mittelpfette zur Firstpfette, an der sie traditionell mit einem Holzdübel gesichert werden. Bei steilen Dächern werden die Rofen zusätzlich mit einem Dübel an Fuß-, Zwischen- und Wandpfetten befestigt. Die Rofen können breitseitig verlegt werden, um eine bessere Auflagefläche zu erhalten.
Rofen können als Dachüberstand über die Fußpfette hinausragen.